# 乔·薇拉
乔·安吉拉·薇拉（英语：Joy Angela Villa，1991年4月25日—) ，艺名乔·薇拉公主（Princess Joy Villa），是一位美国歌手和词曲作者。

## 早年生活
薇拉在加利福尼亚州的橙市出生。她的父亲雷夫·约瑟夫·薇拉（Rev. Joseph Villa）是阿根廷后裔，她的母亲米尔德里德·安吉拉·皮尔斯·薇拉（Mildred Angela Pierce Villa）是非裔美国人与美国原住民乔克托族的后代。 她的外祖父是爵士乐歌手肯尼·哈古德（Kenny Hagood）。 高中在隆波克高中（Lompoc High School）就读。

## 演艺界事业
薇拉曾是一名演员和制片人。14岁到16岁她在數字有線電視频道康卡斯特（Comcast Television）的青年网络电视（Youth Network TV）工作。 除了电影《Hobgoblins 2》（2009年上映的1988年科幻電影Hobgoblins录影带首映續集）之外，她的演艺生涯主要是在电视上出演一些无足轻重、默默无闻的角色。这些角色包括在电视剧《英雄》第四季“Orientation”集中饰演挥舞雨伞的carny（carny意为旅遊嘉年華里的工作人员），以及在《CSI犯罪現場：紐約》, 《the Valley Girls》和音樂電視網的约会游戏节目《Next》中的一些角色。

### 在格莱美奖上的着装
她以在格莱美奖上穿过些引人注目的服装而闻名。其中包括:
- 2015年格莱美奖上，她穿了一件完全由橙色施工围栏材料做成的透明连衣裙，由安德烈·索里亚诺（Andre Soriano）设计。[7]这条裙子被称为“不寻常的”[8]和“史上第一次”。[9]
- 2016年格莱美奖上，她也穿了一件类似的透明连衣裙，主要由布钉组成。《赫芬顿邮报》称其为“2016年格莱美颁奖典礼上最出格的造型之一”。[10]
- 2017年格莱美奖上，薇拉身穿安德烈·索里亚诺（Andre Soriano）为总统唐纳·川普设计的蓝色礼服，上面写着他的竞选口号“让美国再次伟大”（Make America Great again）和“川普”（Trump）的名字。[11][12]因穿了这件礼服使薇拉的迷你专辑《I Make the Static》在美国亚马逊及iTunes数码下载榜上来到第一名。[13]在加拿大、英国、澳大利亚和巴西的iTunes榜它也攀升到了前100名。接下来两天里，此专辑销量超过1.5万张，并于下周首次登上公告牌排行榜第12位，专辑销量为2.9万张，其中2.7万张是纯专辑销量。[14]这张专辑在数字专辑榜上排名第二，在专辑销量榜上排名第六，同时也是本周最畅销的摇滚/另类风格专辑。[15]
- 2018年格莱美颁奖典礼上，她身穿一件白色连衣裙，裙上有一个手绘的婴儿，婴儿在七彩子宫内，旁边还有一个钱包，上面写着“选择生命”的口号。[16]
- 2019年格莱美奖上，她穿了一件银色反光连衣裙，服装上都是砖砌轮廓，除了衣服背面用红色拼出的"Build The Wall"区域，这个区域借用了平克·弗洛伊德（Pink Floyd）设计的The Wall字体样式。[17]她还戴了一个金属项圈，象征带刺的铁丝网，头上戴着象征自由女神像的尖顶王冠，手里提着一个红色的“让美国再次伟大”（Make America Great Again）手提包。关于服装含义，薇拉告诉《洛杉矶时报》：“这是那堵墙”。[18][19]

## 政治观点和政治生涯
她是川普的支持者并加入了他的竞选顾问委员会。 她表示，2016年美国总统大选初期支持参议员伯尼·桑德斯（Bernie Sanders），但大选时投了川普的票。
2017年10月26日她在推特上表示，她反对堕胎，支持美国宪法第二修正案，支持税收改革，支持宗教自由，反对人口贩卖，反对非法移民。
2017年10月27日，薇拉在《Fox & Friends》上宣布，她正在考虑以共和党人的身份竞选美国国会议员。她说正考虑参选佛罗里达州、加利福尼亚州或纽约州。2017年12月13日再次参加了《Fox & Friends》，澄清她打算参加佛罗里达州国会竞选。
2018年5月5日，薇拉参加了伦敦UK March for Life游行。她率领队伍从特拉法加广场前往国会广场 。 
2018年7月14日，在支持川普和英国自由党的汤米·罗宾逊（Tommy Robinson）集会上，她向与会者传达了一条信息，表达了对罗宾逊、英国“硬退欧”、英国人“夺回自己国家”的支持，并指责特蕾莎·梅（Theresa May）辜负了民主，扼杀了言论自由，窃取了英国人与生俱来的权利。她将英国脱欧进程比作美国革命。她借用鲍里斯•约翰逊（Boris Johnson）的“梦想正在消亡”（the dream is dying）这句话，指责当前的“伪保守党政府”扼杀了英国的梦想。质疑将Tommy Robinson以藐视法庭罪定罪的正当性，质疑现场直播人员进入法庭是否会危及被审者获得公平审判的权利。

## 私生活
薇拉曾在好莱坞、西雅图和拉斯维加斯生活过，目前居住在纽约市。 她认为她在山达基的实践改善了她的生活和事业。 2016年12月她嫁给了丹麦作家兼摄影师托尔斯滕·奥弗加德（Thorsten Overgaard）。
2017年11月28日，薇拉向警方投诉，指控川普的前竞选经理科里·莱万多夫斯基（Corey Lewandowski）在华盛顿特区川普酒店的假日派对上对她拍屁股。她承认，她过了一个月才和警方交谈。薇拉声称，在她告诉他可以举报他性骚扰后，莱万多夫斯基说，“我在私营部门工作”，并又打了她一巴掌。莱万多夫斯基在回应这些指控时说，“有正当的司法和调查程序，调查和司法人员将通过这程序来还一个人的清白。”

## 作品列表

### 迷你专辑
| 名称              | 细项                                           | 榜单表现           | 榜单表现           | 榜单表现       | 销量           |
| 名称              | 细项                                           | 公告牌二百强专辑榜 | 告示牌摇滚类 榜 单 | US Alternative | 销量           |
| ----------------- | ---------------------------------------------- | ------------------ | ------------------ | -------------- | -------------- |
| I Make the Static | - 发行日期：2014年7月11日 - 发行形式: 数位下载 | 12                 | 1                  | 1              | - 美国：29,000 |
| Home Sweet Home   | - 发行日期：2018年1月25日 - 发行形式：数位下载 | –                  | –                  | –              |                |

### 单曲
- "Cold Wind" (2011)
- "Drop Him Off" (2012)
- "Vagabonds" (2014)
- "Run and Hide" (2014)
- "Beautiful" (2014)
- "Get Your Freedom" (2014)
- "Play" (2015)
- "Empty" (2016)
- "Make America Great Again!" (2017)
- "Devil in the City" (2018)
- "Lost" (2018)
- "The Star Spangled Banner" (2018)
- "Home Sweet Home" (2018)